# Licofelone
Licofelone (conosciuto anche in fase sperimentale con la sigla ML 3000) è una molecola appartenente alla classe dei farmaci antinfiammatori non steroidei (FANS). La molecola deriva dall'acido acetico ed è dotata di proprietà antinfiammatorie, antipiretiche, analgesiche e di antiaggregazione piastrinica. Il farmaco è stato sviluppato da un consorzio denominato EuroAlliance e formato dalla società farmaceutica italiana Alfa Wasserman, da Merckle GmbH, e da Lacer SA.

## Farmacodinamica
Il meccanismo d'azione di licofelone è da mettere in relazione con le sue proprietà inibitorie della biosintesi delle prostaglandine. La ridotta sintesi di prostaglandine è secondaria alla inibizione da parte del farmaco dell'enzima prostaglandina-endoperossido sintasi nota anche come ciclossigenasi (COX-1/2). Licofelone per altro inibisce anche la 5-lipoossigenasi (5-LOX).

Si ritiene che il favorevole profilo di tollerabilità gastrointestinale del composto sia legato al meccanismo combinato di inibizione della 5-LOX e della COX-1/2.

## Farmacocinetica
Negli studi sperimentali sui ratti, licofelone è stato somministrato per via orale ed a seguito dell'assorbimento nel tratto gastrointestinale si è distribuito ai diversi tessuti biologici, raggiungendo concentrazioni più elevate nel polmone, fegato, rene, cuore, intestino tenue e crasso.
Verosimilmente il farmaco subisce una circolazione enteroepatica e viene metabolizzato attraverso un processo di glucuronazione.
L'eliminazione del farmaco avviene, entro le 48 ore, per il 60% circa con le feci e per meno del 10% con le urine.

## Usi clinici
Il farmaco negli studi preclinici effettuati in soggetti affetti da osteoartrite sembra avere un'efficacia paragonabile o leggermente superiore a quella del naproxene, possedendo una sicurezza gastrointestinale molto migliore. È inoltre efficace nel proteggere la cartilagine articolare e lo spazio sinoviale verso la malattia degenerativa.